# Frits Van den Berghe

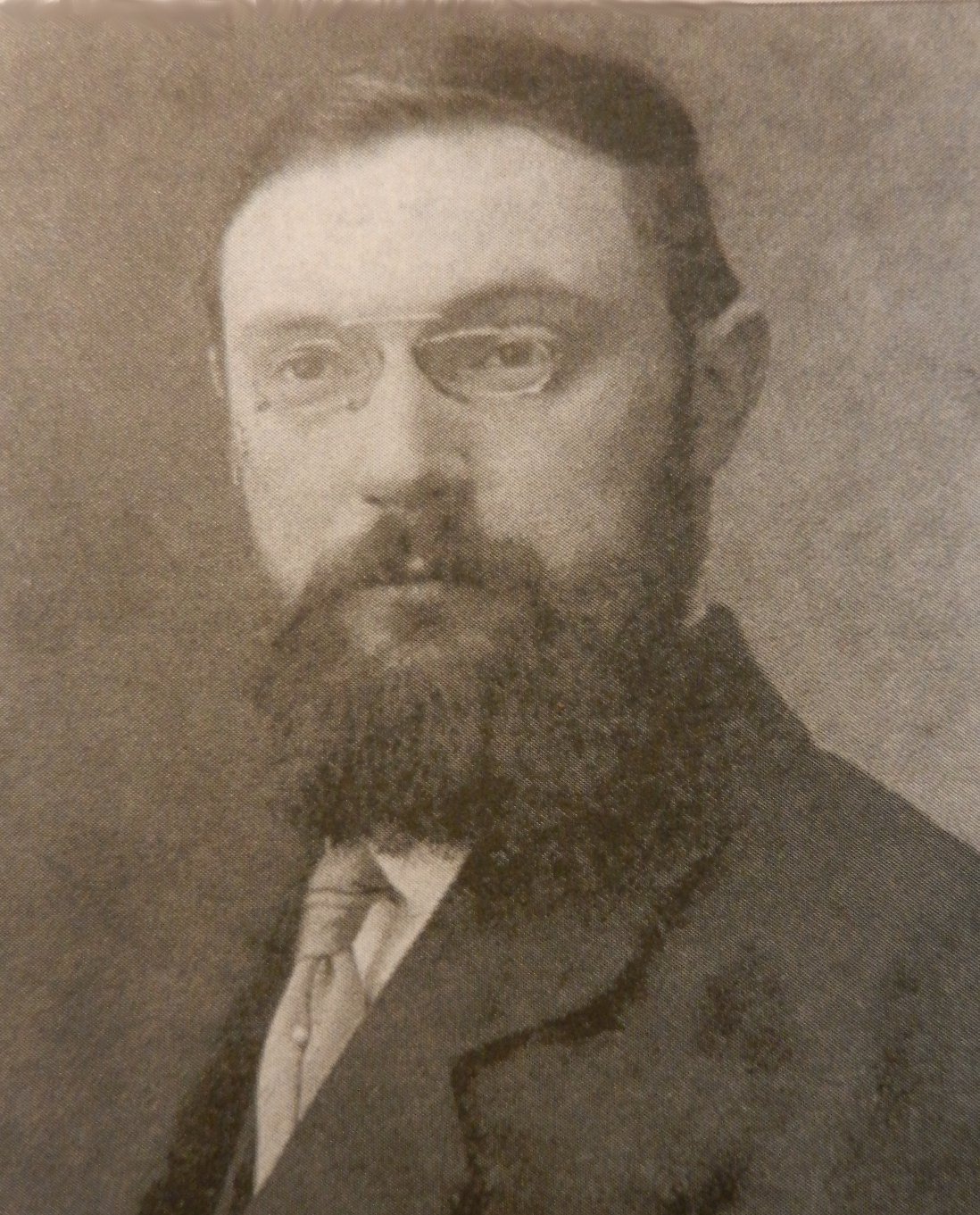
Frits van den Berghe, 1915

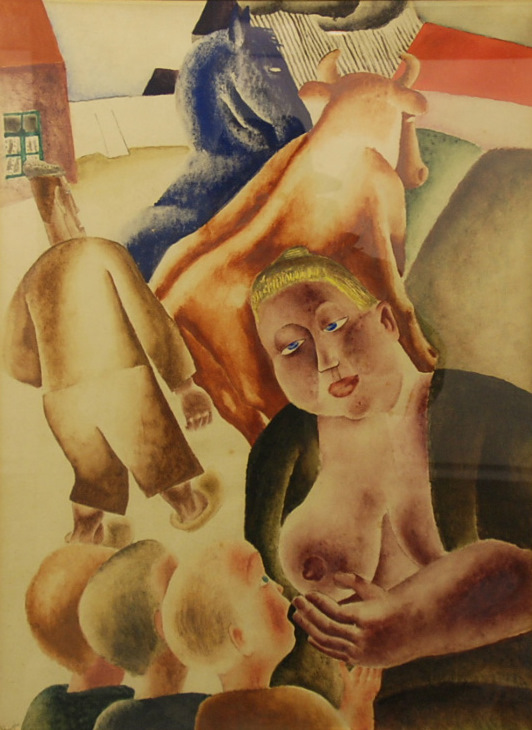
Fritz Van den Berghe: Fruchtbarkeit

Frits Van den Berghe (* 3. April 1883 in Gent; † 23. September 1939 ebenda) war ein belgischer Maler des Impressionismus und Expressionismus.
Frits Van den Berghe absolvierte ein Studium an der Kunsthochschule von Gent, nach dessen Abschluss 1904 er nach Sint-Martens-Latem zog, wo er zunächst vor allem impressionistische Werke schuf. Beim Ausbruch des Ersten Weltkrieges siedelte Van den Berghe in die Niederlande über. Unter dem Einfluss von Gustave de Smet entwickelte er sich zum Expressionismus hin. In dieser Phase entstanden ab etwa 1916 vor allem sehr düstere Bilder. Als Van den Berghe 1922 wieder nach Belgien zurückkehrte, hellten sich Motive und Farbgebung wieder etwas auf. Der weibliche Akt rückte in den Mittelpunkt seines Schaffens. Ab 1925 wohnte der Maler wieder in seiner Geburtsstadt Gent, wo er sich unter dem Einfluss des Surrealismus erneut monströsen, alptraumhaften Motiven zuwendete.
Van den Berghes Gemälde Sonntag wurde in den 1000 Meisterwerken behandelt. 
Am 8. Oktober 2014 wurde der Asteroid (10074) Van den Berghe nach ihm benannt.